# 蟠桃站
蟠桃站是徐州地铁3号线的地铁车站，位于中华人民共和国江苏省徐州市鼓楼区驮篮山路与长安大道交叉口，于2024年12月3日开通。

## 车站结构
蟠桃站沿驮篮山路东西设置，为地下二层岛式站台车站，车站长209.1米，宽19.7至24.2米，车站地下一层为站厅层，地下二层为站台层，站台设置全高站台门。
| 地面              | 出入口 | 1、2、3、4出入口                                                                                            |
| 地下一层          | 站厅   | 客服中心、自动售票机、验票机                                                                                |
| 地下二层          | 站台   | \| \| \| █ 3号线往银山（经贸学校） \| \| 島式 · 開左邊车门 \| \| \| \| \| \| █ 3号线往振兴大道（終點站） \| |
|                   |        | █ 3号线往银山（经贸学校）                                                                                   |
| 島式 · 開左邊车门 |        | |
|                   |        | █ 3号线往振兴大道（終點站）                                                                                 |

## 车站出口
蟠桃站共设4个出入口，各出口及周围设施如下所示：
| 出口编号            | 照片 | 出口指示         | 建议前往的目的地           |
| ------------------- | ---- | ---------------- | -------------------------- |
| 1 · 出口            |      | 长安大道（东侧） | 江苏徐州工程机械研究院     |
| 2 · 出口 · （设有） |      | 长安大道（西侧） | 徐州科技创业园             |
| 3 · 出口            |      | 长安大道（西侧） | 徐州蟠桃山佛教文化景区     |
| 4 · 出口            |      | 驮篮山路（南侧） | 徐州燃烧控制研究院有限公司 |
| 图例： 设有         |      |                  |                            |

## 接驳交通

### 公交车
- 陶楼公交首末站：专23路

## 车站历史
本站工程名为蟠桃山站，正式站名为蟠桃站，以车站临近的蟠桃山命名。
- 2023年1月10日，车站主体结构封顶[3]。
- 2024年12月3日，车站随3号线二期通车开通[1]。